# António Luís de Menezes
Dom António Luís de Meneses (13 décembre 1596 - 16 août 1675), 1er marquis de Marialva (pt) et 3e comte de Cantanhede (pt), est un fidalgo et homme de guerre portugais, seigneur de Cantanhede, de Vila de Cerva (Portugal), de Marialva, de Medelo (pt) et de São Silvestre, membre du Conseil d'État et du Conseil de guerre, inspecteur des Finances, ministre adjoint, gouverneur de Setúbal, de Cascais et de l'Estrémadure, commendador de Santa Maria de Almonda (pt), de São Romão de Bornes et São Cosme de Ázere, de l'ordre du Christ. 
Il était le fils de D. Pedro de Meneses, deuxième comte de Cantanhede, président du Sénat de la Chambre de Lisbonne. Il fut un de ceux ayant participé le plus activement à la Restauration de l'indépendance (pt) (1640) ; il fut l'un des Quarante conjurés (pt) et son rôle s’étendit de sa participation à l'étape de la conspiration jusqu'à celle de la négociation des traités qui mirent fin à la guerre contre la Castille (guerre de Restauration). 
En 1641, il participe à la défense de Beira, formant un tercio d'infanterie qu’il commande comme maître de camp. Dans l’Alentejo, il prend part à presque toutes les batailles et escarmouches contre les Castillans. En 1644, il prend le village de Valencia de Alcántara, qui restera portugais jusqu'en 1688. En 1665, il commande les troupes portugaises à la bataille de Montes Claros, et inflige avec le comte de Schomberg une lourde défaite aux Espagnols, mettant pratiquement fin à la guerre de Restauration. Comme gouverneur militaire de la Place de Cascais, à partir de 1643, il devient responsable des travaux de renforcement de la barre du Tage. 

## Descendance
Un de ses descendants a porté le même nom que lui, Dom António Luís de Meneses devenu comte de l’Atalaia et marquis de Tancos par son mariage avec Domingas Manuel de Noronha (pt). Né à Lisbonne le 8 janvier 1743 et mort le 15 mai 1807, il est fils du quatrième marquis de Marialva. Entré dans l’armée comme cadet le 16 décembre 1774, promu lieutenant en 1776, et capitaine en 1777, lieutenant de la Tour de Belém, il commande, comme colonel, le régiment de cavalerie du Quai. Maréchal de camp en 1801, il est l’un des gentilshommes de la Chambre du roi Pierre III de Portugal et du Prince-Régent. 